# 라니 마니카
라니 마니카(Rani Manicka)는 스리랑카 타밀계 말레이시아인 소설가로, 말레이시아에서 태어나 이곳에서 교육받았다. 트렝가누주에서 자랐으며, 말라야 대학교를 졸업하고 경영학 학사 학위를 취득하였다. 또한 미합중국으로 건너가 조지아 대학교에서 경제학을 전공하고 영국에서 경영 트레이너로 일하기도 했다.
한편 마니카는 마리오 푸조, 마거릿 애트우드, 앤 타일러 등의 작품을 읽으면서 작가가 되기 위한 준비도 틈틈이 해 왔다. 마침내 2003년 자신의 가족사에서 영감을 얻은 작품 《쌀의 여신(The Rice Mother)》을 발표하였고, 이 소설로 평단과 독자의 호평을 받으며 소설가로 데뷔하였다. 이 소설로 마니카는 2003년 영연방 작가상 신인상을 수상하였다. 이후에도 활발하게 작품 활동을 계속하여 2005년 《애처로운 대지(Touching Earth)》, 2010년 《일본인 연인(Japanese Lover)》 등을 잇달아 발표하였다. 영국과 말레이시아를 오가며 작품 활동을 하고 있다.